# Lilla Anna och trollerihatten
Lilla Anna och trollerihatten är en av böckerna som handlar om Lilla Anna och Långa farbrorn. Den skrevs av Inger Sandberg med illustrationer av maken Lasse Sandberg.

## Handling
Långa farbrorn skall vara barnvakt en kväll åt lilla Anna, när hennes föräldrar skall gå på bio. Han försöker sig på att trolla, men det blir bara fel. Då vill farbrorn sluta trolla, men det blir också fel - det blev en dusch. Då lyckas han trolla fram lilla Annas föräldrar från bion, och så ställer mamma och pappa allt till rätta.

### Fotnoter
1. ↑  ”Lilla Anna och trollerihatten” (på engelska). Worldcat. 11 mars 1965. https://www.worldcat.org/title/lilla-anna-och-trollerihatten/oclc/46622618&referer=brief_results. Läst 23 december 2014.